# Dioecia

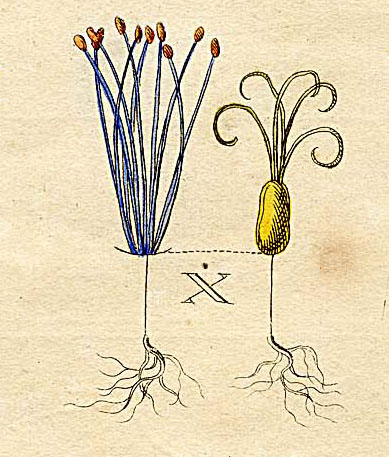
Dioecia

Em botânica, dioecia  é uma classe de plantas segundo o sistema de Linné.  Apresentam flores unissexuais masculinas e femininas em plantas diferentes.
As ordens e os gêneros que constituem esta classe são:
Ordem 1. Monandria (com um estame)
Gêneros: Najas
Ordem 2. Diandria (com dois estames)
Gêneros: Vallisneria, Salix
Ordem 3. Triandria (com três estames)
Gêneros: Empetrum, Osyris
Ordem 4. Tetrandria (com quatro estames)
Gêneros: Viscum, Hippophae, Myrica
Ordem 5. Pentandria (com cinco estames)
Gêneros: Pistacia, Ceratonia, Pisonia, Antidesma, Spinacia, Acnida, Cannabis, Humulus, Zanonia
Ordem 6. Hexandria (com seis estames)
Gêneros: Tamus, Smilax, Cissampelos, Rajania, Dioscorea
Ordem 7. Octandria (com oito estames)
Gêneros: Populus, Rhodiola
Ordem 8. Enneandria (com nove estames)
Gêneros: Mercurialis, Hydrocharis
Ordem 9. Decandria (com dez estames) 
Gêneros: Carica, Kiggelaria, Coriaria, Datisca
Ordem 10. Polyandria  (com vinte ou mais estames)
Gêneros: Cliffortia
Ordem 11. Monadelphia (estames soldados pelos filetes formando um único feixe)
Gêneros: Juniperus, Taxus, Ephedra
Ordem 12. Syngenesia (estames soldados pelas anteras) 
Gêneros: Ruscus
Ordem 13. Gynandria (estames soldados ao pistilo)
Gêneros: Clutia

## Ordem dioecia
No mesmo sistema de classificação, dioecia  é uma ordem da classe  Polygamia.